# Wedelia hintoniorum
Wedelia hintoniorum là một loài thực vật có hoa trong họ Cúc. Loài này được B.L.Turner miêu tả khoa học đầu tiên năm 1988.